# Kanton Zaventem
Kanton Zaventem is een kanton in de Belgische provincie Vlaams-Brabant en het arrondissement Halle-Vilvoorde. Het is de bestuurslaag boven die van de desbetreffende gemeenten, tevens is het een gerechtelijk niveau waarbinnen een vredegerecht georganiseerd wordt dat bevoegd is voor de deelnemende gemeenten. Beide types kanton beslaan niet noodzakelijk hetzelfde territorium.

## Gerechtelijk kanton Zaventem
Zaventem-Overijse is een gerechtelijk kanton voor een vredegerecht. Het is gelegen in het gerechtelijk arrondissement Brussel. Voor 2016 had het kanton ook een zetel in Overijse en heette het kanton Zaventem-Overijse.
Dit gerechtelijk kanton is bevoegd voor de gemeenten  Hoeilaart, Overijse, Steenokkerzeel en Zaventem.
De vrederechter is bevoegd bij gezinsconflicten, onderhoudsgeschillen, voogdij, voorlopige bewindvoering, mede-eigendommen, appartementseigendom, burenhinder ...

## Kieskanton Zaventem
Het kieskanton Zaventem ligt in het provinciedistrict Vilvoorde, het kiesarrondissement Halle-Vilvoorde en de kieskring Vlaams-Brabant. Het omvat de gemeenten Hoeilaart, Overijse, Steenokkerzeel en Zaventem en bestaat uit 62 stembureaus.
Verschillende gemeenten en deelgemeenten van eenzelfde gemeente behoorden tot 1 januari 1995 (oprichting van de provincie Vlaams-Brabant) tot vershillende kieskantons waarvan een aantal in een kanton dat ook deels in het arrondissement Brussel-Hoofdstad gelegen was. Het gaat om: 
- Hoeilaart, Overijse (kanton Elsene)
- Steenokkerzeel (kanton Schaarbeek)
- Sterrebeek (kanton Sint-Joost-Ten-Node)

### Structuur
| Zaventem         | Zaventem         | Supranationaal         | Nationaal                         | Nationaal                | Gemeenschap              | Gewest                   | Provincie                | Arrondissement  | Provinciedistrict | Kanton          | Gemeente                                        | District         |
| ---------------- | ---------------- | ---------------------- | --------------------------------- | ------------------------ | ------------------------ | ------------------------ | ------------------------ | --------------- | ----------------- | --------------- | ----------------------------------------------- | ---------------- |
| Administratief   | Niveau           | Europese Unie          | België                            | België                   | Vlaanderen               | Vlaanderen               | Vlaams-Brabant           | Halle-Vilvoorde | Halle-Vilvoorde   | Halle-Vilvoorde | Hoeilaart, Overijse, Steenokkerzeel en Zaventem | -                |
| Administratief   | Bestuur          | Europese Commissie     | Belgische regering                | Belgische regering       | Vlaamse regering         | Vlaamse regering         | Deputatie                | Deputatie       | Deputatie         | Deputatie       | Gemeentebestuur                                 | Districtscollege |
| Administratief   | Raad             | Europees Parlement     | Kamer van volksvertegenwoordigers | Vlaams Parlement         | Vlaams Parlement         | Vlaams Parlement         | Provincieraad            | Provincieraad   | Provincieraad     | Provincieraad   | Gemeenteraad                                    | Districtsraad    |
| Kiesomschrijving | Kiesomschrijving | Nederlands Kiescollege | Kieskring Vlaams-Brabant          | Kieskring Vlaams-Brabant | Kieskring Vlaams-Brabant | Kieskring Vlaams-Brabant | Kieskring Vlaams-Brabant | Halle-Vilvoorde | Vilvoorde         | Zaventem        | Hoeilaart, Overijse, Steenokkerzeel en Zaventem | -                |
| Verkiezing       | Verkiezing       | Europese               | Federale                          | Federale                 | Vlaamse                  | Vlaamse                  | Provincieraads-          | Provincieraads- | Provincieraads-   | Provincieraads- | Gemeenteraads-                                  | Districtsraads-  |